# Glijvluchtnadering

Schematisch hoogteprofiel van een gangbare, trapsgewijze nadering (rood) en een glijvluchtnadering (groen).

Een glijvluchtnadering (Engels: Continuous descent approach, afgekort CDA) is een landingsprocedure waarbij door al op grote afstand en grote hoogte een vliegtuig op de landingsbaan uit te lijnen de hoeveelheid geluidsoverlast en brandstofconsumptie beperkt wordt.

## Details
Het doel van de glijvluchtnadering is om -net zoals in een landing met een zweefvliegtuig- een continue daalhoek met minimaal motorvermogen naar de landingsbaan uit te voeren. Bij traditionele landingsprocedures wordt de daling trapsgewijs uitgevoerd, waarbij iedere keer dat er horizontaal wordt gevlogen motorvermogen nodig is. Het gebruik van meer motorvermogen levert, samen met aerodynamisch geluid afkomstig van de vleugels en staart, geluidsoverlast op voor omwonenden. Vooral wanneer bij het laatste deel van de nadering veel motorvermogen nodig is ondervinden omwonenden veel overlast.
Bij een glijvluchtnadering beginnen de manoeuvres voor de landing al op 70 km van de luchthaven, in tegenstelling tot de traditionele landing die 17 kilometer van tevoren begint. Ook de hoogte waarop de uitlijning begint is anders: 11.000 voet tegenover 2000 voet bij een traditionele landing. Het is echter (vanwege veiligheidsredenen) niet wenselijk om met een verkeersvliegtuig een "glijlanding" te maken, daarom wordt op ongeveer 1200 voet motorvermogen bij gegeven zodat de landing daarna met motorvermogen plaatsvindt.
In Nederland wordt de methode sinds 2007 toegepast op Schiphol en sinds 2012 op Groningen Airport Eelde. Vanaf 2014 zal deze methode ook worden toegepast bij alle commerciële vluchten op vliegbasis Eindhoven. De proefperiode hiervoor is op 18 oktober 2012 gestart en zal tot maart 2013 duren, waarna het aantal glijvluchtnaderingen langzaam zal worden uitgebreid.